# Imaginationland : Épisode 2
Imaginationland : Épisode 2 (Imaginationland Episode II en VO) est le onzième épisode de la onzième saison de la série animée South Park, ainsi que le 164e épisode de l'émission.
C'est la suite d’Imaginationland : Épisode 1, qui s'achève sur un To be continued (« À suivre »). Cartman, Kyle et Butters sont les vedettes de cet épisode de la Trilogie Imaginationland.

## Résumé
Butters croit se réveiller dans son lit mais se réveille pour de bon à Imaginationland, s'étant évanoui et ayant uriné dans son slip. Les pires créatures d'Imaginationland émergent. Le maire est grièvement blessé par un alien, et Butters est en plein dans la confusion de l'arrivée de toutes ces horreurs dans le monde de l'imagination. Kyle et Stan expliquent ce qui leur est arrivé pour qu'ils arrivent à Imaginationland. L'un des interrogateurs parle d'un portail construit durant la Guerre froide mais qui n'a jamais marché. Cartman fait un doux rêve qui montre qu'il n'a rien perdu de sa verve contre Kyle.
Kyle et Stan sont mis en présence de la porte, et ils évoquent la chanson de l'imagination, qu'ils se mettent à chanter, mais ils ne s'en souviennent pas très bien. À Imaginationland, le maire, sur le point de mourir ordonne à Butters, au roi Sucette et à Snarf de Cosmocats de se rendre au château Grand Soleil, un lieu ou des gens pourront leur venir en aide. Les maléfiques débattent de ce qu'ils vont faire, mais les créatures du mal ont toutes une ambition très forte, et ils commencent à se disputer la place du plus méchant personnage imaginaire. C'est alors que les plus méchantes, dérangeantes et ignobles créatures jamais inventées par un être humain se présentent : les petits animaux de la forêt créés par Cartman. Ils semblent rallier les monstres à leur cause.
Cartman en apprend plus sur le projet Porte de l'imagination, et Kyle et Stan ouvrent enfin ladite porte après de nombreux efforts pour chanter correctement la chanson. Butters et ses compagnons assistent impuissants aux crimes des méchantes créatures imaginaires, surtout les petits animaux de la forêt. Le Pentagone s'apprête à envoyer des hommes à Imaginationland dont Kurt Russell. Cartman fait irruption sur les lieux et fait valoir son contrat. Une confrontation a lieu entre Kyle et Cartman. Le Pentagone fait entrer l'armée à Imaginationland en la seule présence de Stan, et Kurt Russell est accosté par des petits animaux qui parlent. Tout le monde respire, le monde imaginaire ne semble pas hostile. Lorsqu'il fait remarquer que ce sont des animaux de Noël, Stan réalise le danger et prévient les soldats mais trop tard, et ils subissent tous un viol collectif. Kyle et Cartman discutent toujours à bâtons rompus lorsque l'alerte rouge retentit.
Butters est toujours sur le chemin du château Grand Soleil. Ils y arrivent enfin, et il semble que Butters, qui a rencontré le Leprechaun, soit une pièce importante du puzzle. Entretemps, l'Homoursporc franchit la porte d'Imaginationland vers le monde des humains et cause un carnage. Kyle est pris par la bête, sous les yeux effrayés de Stan qui est emporté par la porte. Homoursporc retourne dans son monde mais il tue Kyle dans le processus. Butters lui est emmené auprès du conseil des Neuf, composé d'Aslan, de Popeye, Jésus, Zeus, Morphéus, Glinda la bonne fée, Wonder Woman, Luke Skywalker et Gandalf, bref de hautes instances imaginaires. Butters est introduit à ces neuf membres.
Dans le monde réel, Kyle est mort, impossible à réanimer, au grand désespoir de Cartman qui tente de le réanimer avec un vigoureux massage cardiaque, et Cartman ressuscite Kyle à la surprise générale. Le conseil des Neuf désigne Butters comme leur héros élu. Le destin de Butters semble être de sauver le monde imaginaire. Le Pentagone décide de réagir à l'attaque d'Homoursporc et du monde imaginaire en général avec une ogive nucléaire. Quant à Cartman, il attend près du lit de Kyle son réveil, contrat à la main, pressé de remplir la part du contrat pour laquelle il patiente depuis tant de temps.

## Réception
L'épisode a été vu par 3,6 millions de téléspectateurs soit 200 000 de plus que le précédent. La critique a été tout aussi bonne pour ce deuxième épisode que pour le premier.

## Scènes ajoutées par le DVD
- Les parties sont séparées (Elles servent au chapitrage du DVD). La partie 2 s'intitule The Drying of the Balls. Le plan dans la chambre de Butters est amené par un plan-séquence qui part des montagnes jusqu'à la chambre, parodiant Le Seigneur des anneaux avec le titre.
- Mickey Mouse est la première victime des méchants personnages.
- Le maire est un peu plus expressif quand Alien l'attrape, il était complètement figé dans l'épisode précédent. Alien le tue de manière beaucoup plus violente avec sa deuxième bouche.
- Quand l'assistant du chef du Pentagone fait sa première bourde, un gros plan est fait sur Stan qui répond « Votre quoi ? »
- La scène où Jason enlève l'œil de Charlotte aux fraises est entièrement montrée. Ensuite elle ordonne : « Plus de torture ! Tuez moi ! Tuez-moi putain ! »
- Les militaires répondent à leur chef « yes sir » quand il leur parle.
- Le premier plan du château Grand Soleil est plus représentatif de ce qu'il en sera montré par la suite.
- L'entrée de l'Homoursporc est plus théâtrale.
- Kyle reprend sa couleur originelle quand Cartman dit qu'il reprend des couleurs.
- Réplique de Cartman après la réanimation de Kyle : « Il va bien ! Il peut toujours sucer mes couilles ! »

## Série
- L'épisode est classé public mature, langage et violence (TV MA LV). Il est interdit aux moins de 12 ans en France.
- Le gag de Butters rêvant qu'il est revenu chez lui et qui se réveille à Imaginationland avait déjà été utilisé dans Combustion spontanée quand Cartman attaché sur une croix rêve que Chef est venu le sauver avant de se réveiller sur cette même croix.
- Lorsque Kyle est déclaré mort, Cartman crie avec une voix plus proche de celle de Trey Parker. Cela a été arrangé dans les diffusions ultérieures.

### Personnages insérés dans l'épisode
- Apparition de l'Homoursporc, qui n'était pas encore apparu dans la série, étant le fruit de l'imagination d'Al Gore.
- La reine Tarentule (Les cathos, c'est chaud) est aussi visible au début.
- Les petits animaux sataniques inventés par Cartman dans Le Noël des petits animaux de la forêt apparaissent également. Le serial killer Jason Voorhees (série Vendredi 13) dira — avec un accent marseillais (dont l'expression de départ de la phrase) pour la version française — : « Oh fan de chichoune ! j'aimerais pas rencontrer le môme qui a imaginé ces trucs-là, putain ! ».